# 曾魯
曾 魯（そう ろ、1319年 - 1373年）は、元末明初の官僚・文学者・歴史家。字は得之、号は守約。本貫は臨江軍新淦県。

## 生涯
7歳で五経を暗唱することができた。成長すると古今の知識に広く通じた。中国史上の国体や人材、制度沿革について、言及できないところがなかった。また文学者としても当時に知られた。元の至正年間、曾魯は郷里の豪族たちを率いて、少壮の者を集めて郷邑を守らせた。たびたび郷里の人々に牛や酒をふるまって、順逆を説いたので、人々は決まりに従って、正義にそむく行いをする者がなかった。当時の人はその里を「君子郷」と呼んだ。
1369年（洪武2年）、洪武帝が『元史』の編纂を命じると、曾魯は召し出されて纂修官となった。『元史』が完成すると、曾魯は金帛を賜り、纂修官の筆頭とされた。山に帰りたいと願い出たが、礼書の編纂のために慰留された。ときに礼の議論が起こると、曾魯は諸説の是非を論じ、反論してくる者があると、必ず典拠を挙げた。ほどなく礼部主事に任じられた。開平王常遇春が死去し、高麗が弔使を派遣してきた。曾魯がその文章を見ると、外装は金龍で飾られ、黄色い袱紗に包まれており、文章には洪武年号が使われていなかった。曾魯は「外装が誤っているばかりか、朝貢して称藩する国が正朔を奉じないとは、道義はどこにあるのか」と言って責めた。使者は恐縮して謝罪し、すぐさま修正して取り替えた。ベトナムの陳朝で陳暊が即位すると、明に使者を派遣してきた。曾魯はその上表文の複製を見ると、「前王の陳日熞は、今どうしてにわかに名を改めたのか」といって、尚書を通じて使者を難詰した。使者はあえて前王の諱を避けずに、その理由を説明した。洪武帝は「島夷のずる賢いことはこのようなものか」といって、その朝貢を退けた。このため曾魯の才能は重んじられるようになった。
1372年（洪武5年）2月、洪武帝が「曾魯は何の官か」と丞相に問うと、「ただの主事です」という答えがあったので、曾魯はその日のうちに6階位を超えて、中順大夫・礼部侍郎に任じられた。曾魯は「順」の字がその父の諱を犯すことから辞退して、下の階位につきたいと求めた。吏部は典制を引いて、これを許可しなかった。戍将が倭寇を捕獲すると、洪武帝が命じてこれを連行させた。このことについて儒臣が詔勅を起草すると、洪武帝は曾魯の草稿を見て喜び、「このごろは陶凱の文章がすでに人心を喚起しているが、曾魯もまたこれに匹敵する。文運のそれ盛んなることか」と評した。ほどなく曾魯は南京での郷試の主催を命じられた。甘露が鍾山に降ると、群臣たちが詩賦を献上したが、洪武帝は曾魯の作品だけを褒めた。この年の12月（1373年1月）、曾魯は病のため舟で帰郷しようとする途中、南昌の石岐潭で死去した。享年は54。淳安の徐尊生はかつて「南京に博学の士が二人おり、筆をもって舌とする者は宋景濂、舌をもって筆とする者は曾得之である」と評した。著書に『守約斎集』・『六一居士集正訛』・『南豊類稿弁誤』があった。